# 节奏天国 The best+
《节奏天国 The best+》，是节奏天国移植于任天堂3DS平台的作品，本系列的第四作，由任天堂企划开发本部所开发。
日本版于2015年6月11日发行，北美版于2015年6月15日发行，而欧洲版和澳洲版则在2016年发行。

## 玩法
和以往系列一样，游戏由若干阶段组成，需要完成通过一个阶段才能解锁下一阶段。操作方式保持和原初版本操作方式一样的按键布局，除外，游戏也增加了使用触控屏操作方式，而且对比起《节奏天国金版》更加简化。游戏提供了100个关卡，其中70个是源自于之前的系列版本，包括没在西方国家发行过的的原初GBA版关卡，另外30个是新关卡，或者是之前系列使用同一首歌曲然后加上本作塔元素的重编关卡。塔元素大量地融入到本作中，每个关卡的游戏角色都会配以相应塔元素的装饰饰物。本版本的游戏评分首次引入明显的成绩指示器用以表示玩家在当前关卡的表现评级。每个关卡会出现一个特殊分数，称为“技巧之星”，用以评测玩家在关卡中某一个特殊节拍上的表现，玩家可以通过赚取游戏金币用以解锁收藏品及游戏原声带。
游戏有两个模式：故事模式和挑战模式。故事模式室玩家帮助一个叫“缇比”的游戏角色到达他的家乡“天之国”。在该模式下玩家只能按照指定线性方式完成关卡，中途可以被类似第一代的完美挑战小游戏打断，玩家只有通过特定的塔后才能重新任意选择关卡挑战。有些关卡存在两到三个的不同版本，第一种是故事版本，难度相对简单，而且在融入了一些新的形象和新的音乐风格；第二种是“回归”系列或者“续作”系列，这些关卡以之前系列的相应关卡名称命名并使用其配套的音乐（除了本作首次出现的关卡）；只有三个特定关卡还有第三种版本，其相对于第二版本难度有所提升（实际为旧作中对应关卡的加强版）。另外有10个来自于之前系列的关卡使用了新形象，甚至部分是自第一作和第二作回归的并使用了新音乐和重新设计的形象。除了跟随故事模式的流程外，玩家可以挑战从中出现的完美挑战模式，和第一代一样要完美无失误地完成关卡挑战，或者使用基于NDS的“下载游玩”功能和另外三名玩家一起完成火车挑战模式。由于本系列和瓦里奥制造为相同开发团队，挑战模式下面有两个瓦里奥跨作品系列关卡，名为“瓦里奥……在哪？”，关卡的角色会被瓦里奥系列的角色所替代。另外基于3DS的“瞬缘连接”功能和其他玩家完成名为“手指对决 V.S.”的挑战。

## 开发历程
米政美依旧延续自《大家的节奏天国》所担当的导演角色，同时原先担当《瓦里奥D.I.Y.》和《大家的节奏天国》游戏设计和编程的畠山巧作为其辅助导演。 竹内高回归担当艺术监督，坂本贺勇依旧为制作人，系列制作人淳君依旧完成音乐部分制作。
本作品是任天堂企划开发本部合并为任天堂企划制作本部前最后一部制作的游戏作品。
在2016年，任天堂宣布将于“过段时候后”在北美、欧洲、澳洲发行。2016年5月16日，任天堂在2016年 E3大展的现场直播中宣布会在任天堂eShop发行。而欧洲版则以实体卡带的形式在2016年10月1日发行。和欧版《大家的节奏天国》一样，英文版依旧包括英文和日文语音。

## 评价
本作品在Fami通的评定中颇受好评，给出了34/40分（8/8/8/10）的评价，并赞扬了各个方面，包括了游戏内种类丰富、控制尽量简单、对操作反馈的及时等方面。
本作品在日本发行首周以售出15.8万份的成绩，获得Media Create全日本第一位的排名。，发布第二周依然保持6.6万销量位居榜首。直到2016年2月26日，日文版已经总售出65万份复本。